# Sick of It All
Sick of It All is een Amerikaanse hardcorepunk-band uit het New Yorkse stadsdeel Queens, die is opgericht in 1986. Sick of It All wordt gezien als een van de pioniers van de NYHC-scene, wat staat voor New York Hardcore. De formatie bestaat onder andere uit twee broers, zanger Lou Koller en gitarist Pete Koller. De andere bandleden zijn basgitarist Craig Setari en drummer Armand Majidi.

## Geschiedenis

### Vroege jaren (1986-1992)
De band werd opgericht in 1986 in Queens, New York, in een periode waar ook veel andere hardcorebands werden opgericht, waaronder Straight Ahead en Rest in Pieces, twee bands waar Majidi en Setari beiden in speelden. Majidi voegde zich bij Lou en Pete Koller, en Rich Cipriano om samen in 1987 een demo voor de nieuwe band Sick of It All op te nemen. Bassist Mark McNeely en drummer David Lamb hadden de band vóór deze opname al verlaten. Sick of It All begon met het spelen van shows in CBGB. Rond deze tijd werd ook de gelijknamige ep via Revelation Records uitgegeven (dat later enkele keren werd heruitgegeven).
In 1988 tekende Sick of It All een contract bij Relativity Records en nam het debuutalbum Blood, Sweat and No Tears op, wat werd uitgegeven in 1989. Dit album werd gevolgd door de ep We Stand Alone (1991) en het tweede studioalbum Just Look Around (1992).

### Scratch the Surfaceen eerste wereldtournee (1993-1997)
Het derde studioalbum Scratch the Surface werd in 1994 uitgegeven via het grotere platenlabel East West Records en werden er videoclips gemaakt voor de nummers "Step Down" en "Scratch The Surface". Scratch the Surface is het eerste album waar basgitarist Craig Setari aan heeft meegewerkt. Setari verving Rich Cipriano in 1993.
De band verkreeg met dit album meer bekendheid, wat mogelijk maakte dat Sick of It All na de uitgave van het album voor het eerst op een wereldtournee ging. In 1997 gaf de band de tweede plaat bij East West uit, getiteld Built to Last. Sick of It All toerde met onder andere Napalm Death en Sepultura om het album te promoten. Het contract bij East West verliep na de uitgave van Built to Last.

### Fat Wreck Chords (1998-2004)
In 1998 tekende Sick of It All een contract bij het onafhankelijke platenlabel Fat Wreck Chords, opgericht door Fat Mike van NOFX. Na de uitgave van de single "Potential for a Fall" - waar tevens een videoclip voor is gemaakt - werd het studioalbum Call to Arms uitgegeven in februari 1999. In 2000 volgde het studioalbum Yours Truly.
In 2001 werd de documentaire over Sick of It All getiteld The Story So Far uitgegeven. Een jaar later werd een livealbum getiteld Live in a Dive uitgegeven, als onderdeel van de Live in a Dive-serie van Fat Wreck Chords. Het album bevat live opnames van nummers uit het gehele bestaan van de band.
In 2003 werd het zevende studioalbum uitgegeven, getiteld Life on the Ropes. In 2004 werd het verzamelalbum Outtakes for the Outcast uitgegeven, dat moeilijk verkrijgbare nummers van de band bevat.

### Death to Tyrants(2005-2007)
In 2005 tekende Sick of It All een contract bij Abacus Recordings om het achtste studioalbum op te nemen, dat Death to Tyrants zou gaan heten. Het album werd uitgegeven op 18 april 2006. Naar aanleiding van de uitgave van het album ging de band op tournee met AFI en  The Dear & Departed in 2007.
Een tributealbum ter ere van Sick of It All getiteld Our Impact Will Be Felt werd uitgegeven op 24 april 2007. Het album bevat covers van andere punk- en metalbands zoals The Bouncing Souls, Ignite, Comeback Kid, Pennywise, Rise Against en Sepultura.

### Based on a True Story(2008-2013)
Na een wereldtournee om het nieuwe album Death to Tyrants te promoten, begon Sick of It All met het werken aan nieuw materiaal voor het volgende studioalbum. In een interview in augustus 2009 maakte zanger Lou Koller bekend dat de band in november zou beginnen met het opnemen, zodat het album in 2010 zou worden uitgegeven. Based on a True Story werd uitgegeven op 20 april 2010.

### Last Act of Defiance(2014-heden)
In november 2011 maakte Lou Koller bekend dat Sick of It All begonnen was met het werken aan nieuw materiaal voor het volgende studioalbum. Het album, getiteld Last Act of Defiance, werd uitgegeven op 30 september 2014. Van januari tot februari 2015 toerde Sick of It All door het Verenigd Koninkrijk en Ierland. De band besteedde het grootste deel van 2016 aan het vieren van het 30-jarige bestaan van de band met een wereldtournee. De ep When the Smoke Clears werd uitgegeven op 4 november 2016.

## Leden
| Huidige leden - Lou Koller - zang (1986-heden) - Pete Koller - gitaar, achtergrondzang (1986-heden) - Armand Majidi - drums (1986-1989, 1992-heden) - Craig Setari - basgitaar, achtergrondzang (1992-heden) | Voormalige leden - Rich Cipriano - basgitaar (1986-1991) - Eddie Coen - basgitaar (1991-1992) - Max Capshaw - drums (1989-1991) - Eric Komst - drums (1991-1992) |

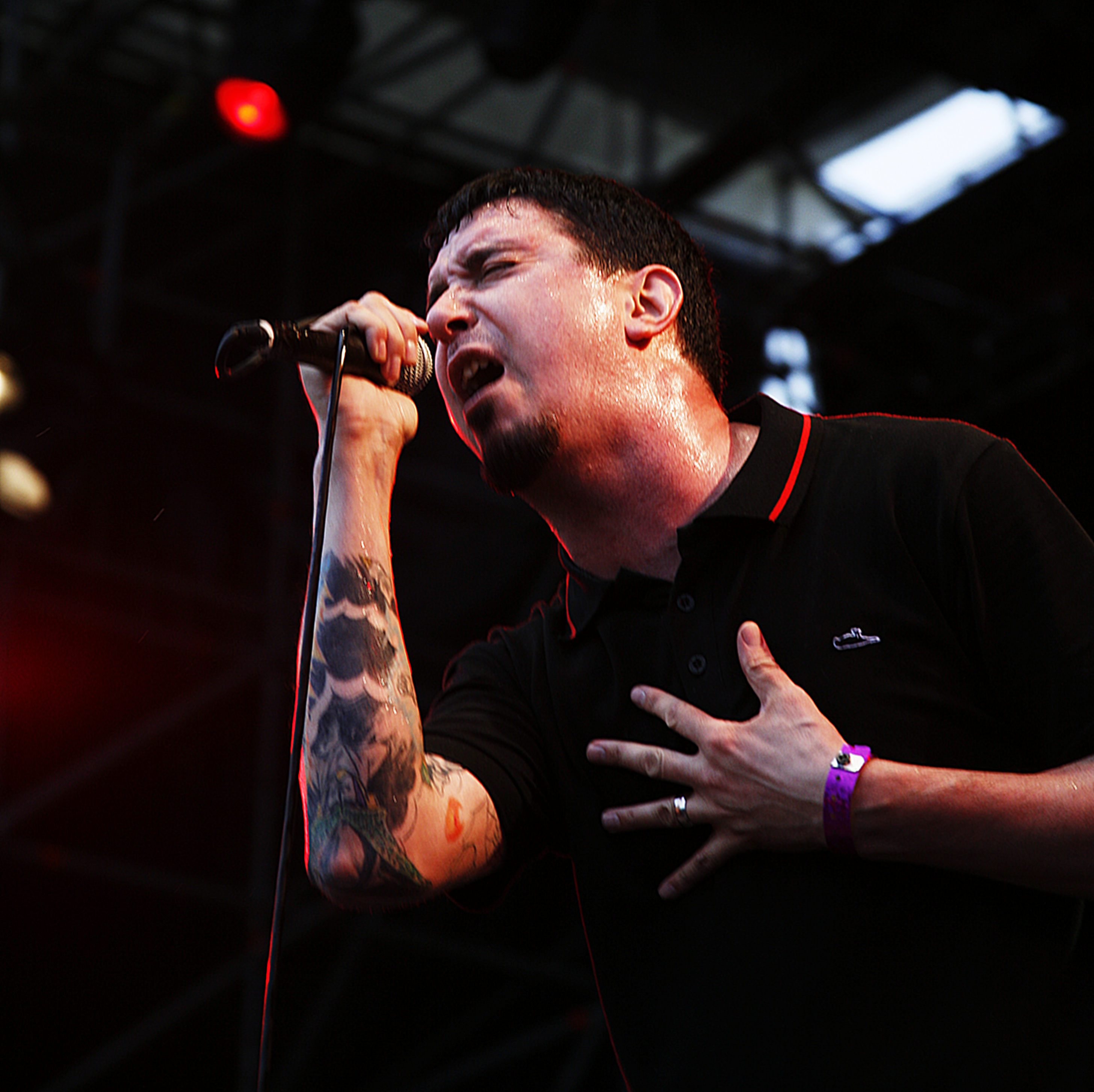
Lou Koller
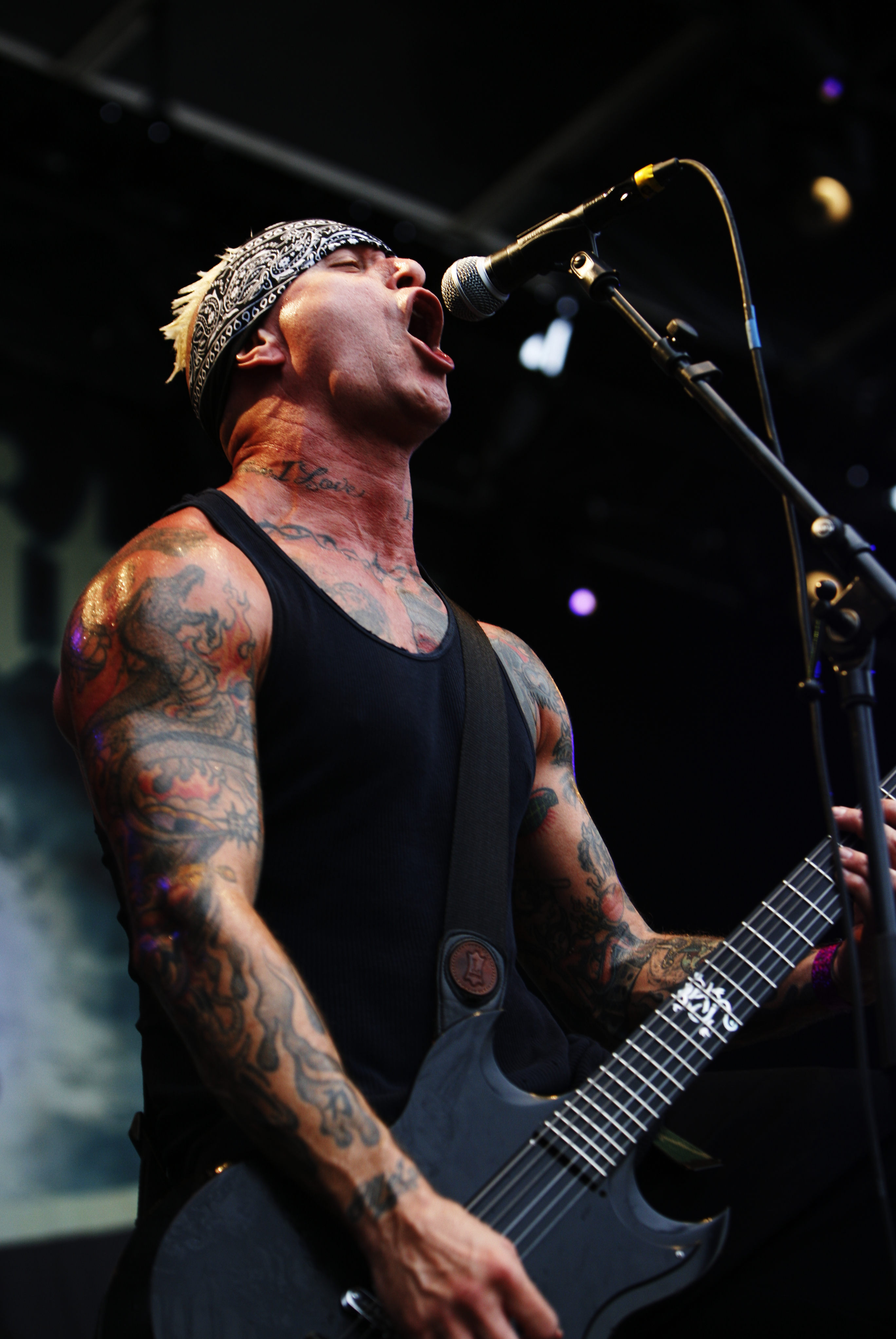
Pete Koller
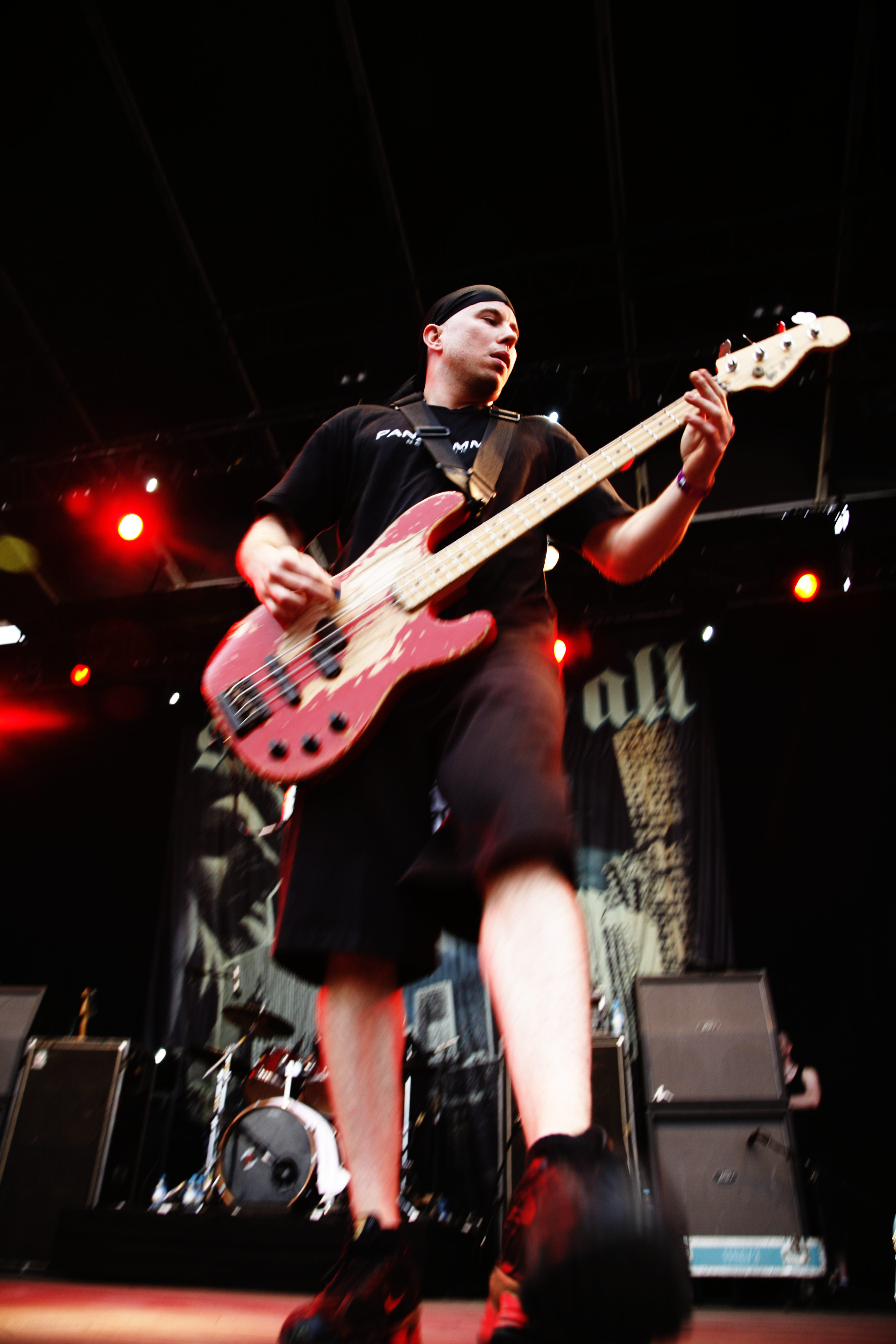
Craig Setari
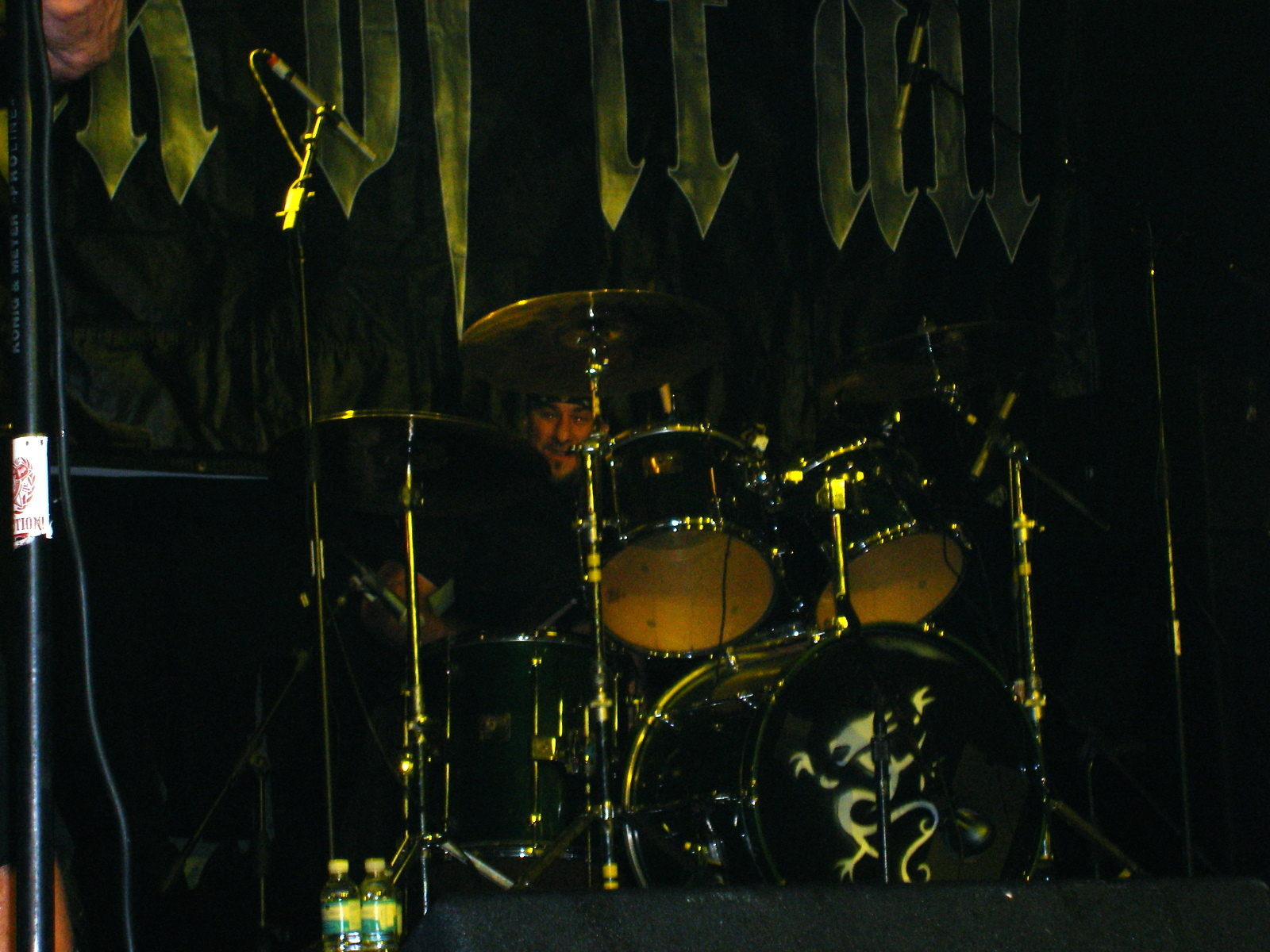
Armand Majidi

## Discografie

### Studioalbums
- Blood, Sweat and No Tears (1989)
- Just Look Around (1992)
- Scratch the Surface (1994)
- Built to Last (1997)
- Call to Arms (1999)
- Yours Truly (2000)
- Life on the Ropes (2003)
- Death to Tyrants (2006)
- Based on a True Story (2010)
- XXV Nonstop (2011)
- The Last Act of Defiance (2014)
- Wake the Sleeping Dragon! (2018)